# Ford C-MAX
La C-MAX è una monovolume compatta di segmento C prodotta da Ford nello stabilimento di Saarlouis dal 2003 al 2019. È stata la prima a usare la nuova piattaforma Ford C1, utilizzata anche dalla seconda generazione della Ford Focus, introdotta l'anno successivo, e dalle Mazda Premacy e 5.
Compresa nella famiglia delle auto polivalenti del marchio statunitense porta come codice di progetto la dicitura "C214", la prima generazione era denominata Focus C-MAX, mutando in C-MAX nel 2007 per effetto della strategia adottata da Ford, che intendeva uniformare la denominazione delle monovolume della gamma MAX.
Alla fine di marzo 2019 è stata comunicata l'uscita di produzione, prevista per il mese di giugno dello stesso anno, senza alcun modello a sostituirla a causa di un calo delle vendite nel segmento delle monovolume dovuto alla sempre più crescente concorrenza dei SUV.

## Prima generazione (2003-2010)
La prima versione della C-MAX è stata costruita a partire dal 2003 posizionandosi in una nuova fascia di mercato per la Ford europea: quella delle piccole monovolume. Le sue qualità e l'ottimo prezzo le hanno consentito di vendere diverse unità.
Nel 2003 è stata anche sottoposta al crash test dell'Euro NCAP totalizzando un punteggio complessivo di quattro stelle.

### Restyling 2007: nasce la C-MAX

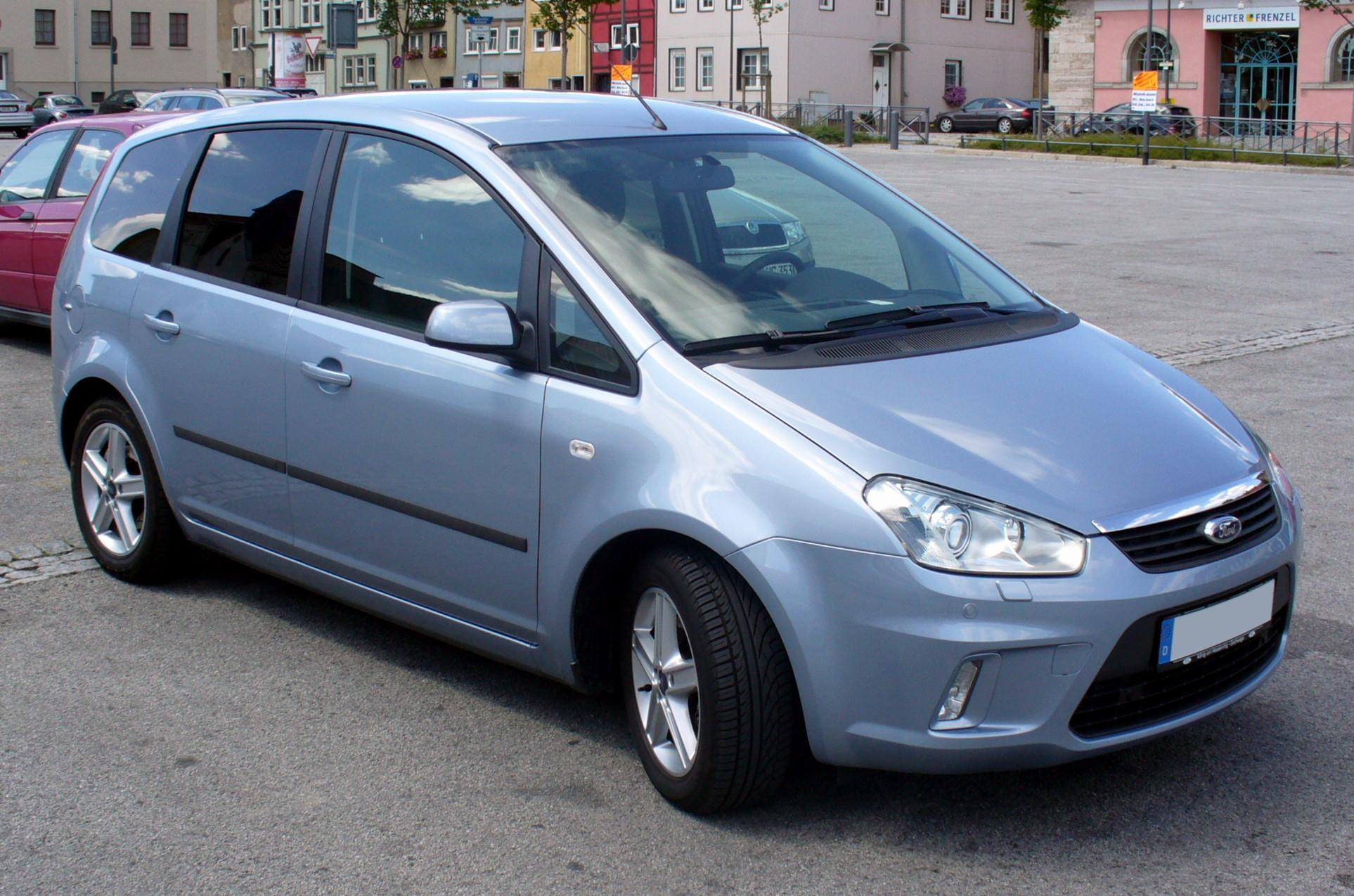
Ford C-MAX dopo il restyling del 2007

Nel dicembre 2006, il restyling della Focus C-MAX venne svelato al Motor Show di Bologna, venendo messa in commercio dalla tarda primavera del 2007. Tra le novità apportate vi era una linea rivisitata secondo lo stile "Kinetic Design", all'epoca adottato da tutte le vetture Ford più recenti; tuttavia, dato che l'auto non possedeva una struttura adatta, la Casa dichiarò ufficialmente che l'auto adottava solo alcuni elementi del suddetto stile. Anche il nome mutò da Focus C-MAX al più semplice C-MAX.
La vettura ha cinque posti e un grande bagagliaio che può essere espanso abbassando i sedili posteriori. Alcuni modelli possiedono i sedili posteriori girevoli lateralmente. Inoltre condivide con la Focus il sistema a sospensioni posteriori indipendenti.
I motori sono gli stessi della Focus: i propulsori a benzina 1.6, 1.8 e 2.0 Duratec (il 2.0 è fornito di serie con l'impianto GPL), e il 1.8 Duratec Flexifuel a benzina verde o bioetanolo E85, mentre i propulsori diesel sono i Duratorq 1.6 da 66 kW (90 CV) e 80 kW (109 CV), il Duratorq 1.8 da 85 kW e (115 CV) e il 2.0 da 100 kW (136 CV).

## Seconda generazione (2010-2019)

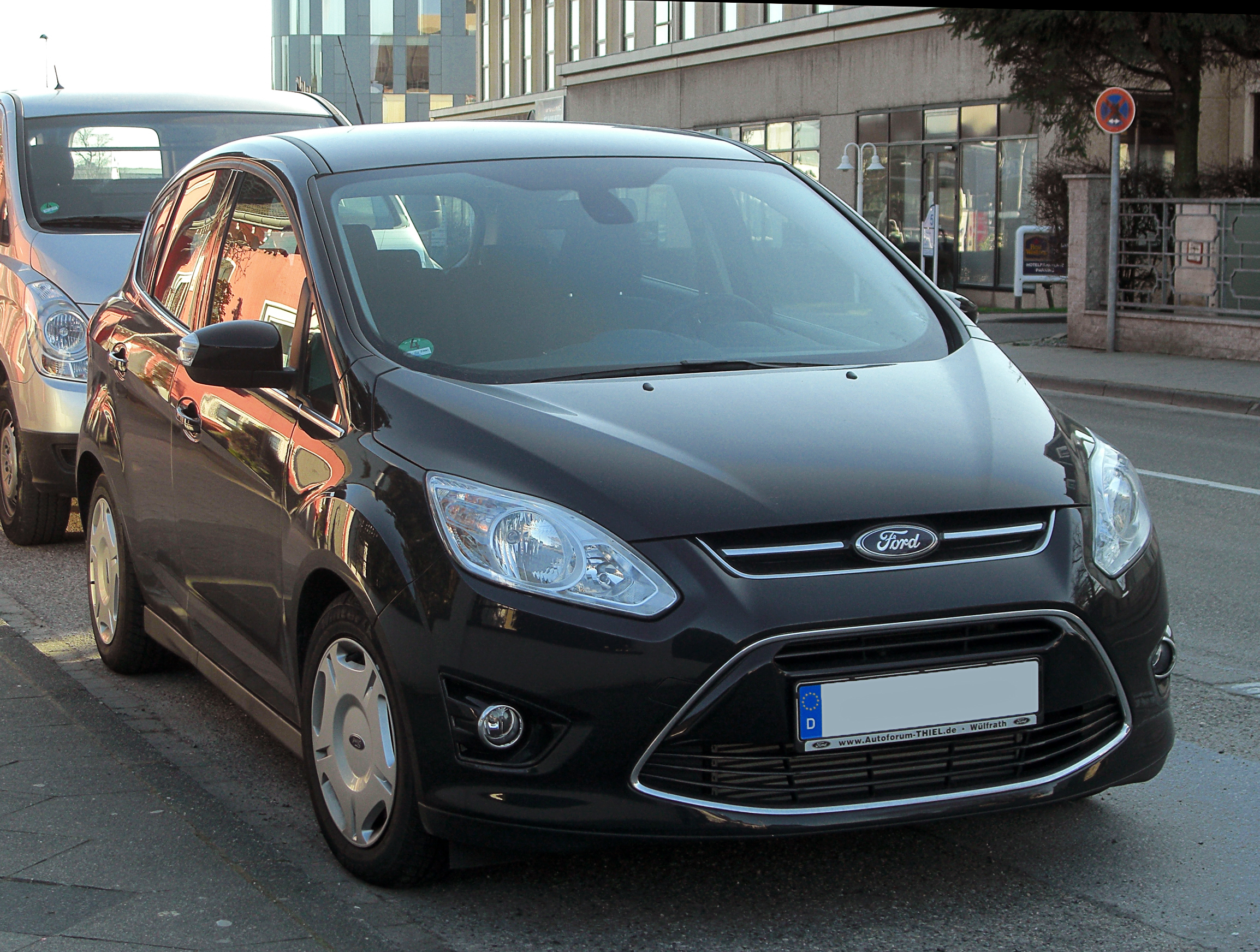
Ford C-MAX 2ª Serie del 2011

Al Salone dell'automobile di Francoforte 2009, Ford ha presentato la seconda generazione della C-MAX, la cui commercializzazione è partita alla fine del 2010. Il nuovo modello è disponibile in due versioni, ovvero C-MAX e C-MAX 7; quest'ultima è una variante a sette posti più spaziosa, con una linea posteriore differente e le porte posteriori scorrevoli.
Essa è costruita su un pianale totalmente rinnovato, il medesimo adottato dalla Focus di terza generazione; adotta i nuovi motori a benzina Ecoboost mentre i motori TDCi sono stati aggiornati per rispettare le normative Euro 5.

### Restyling 2015

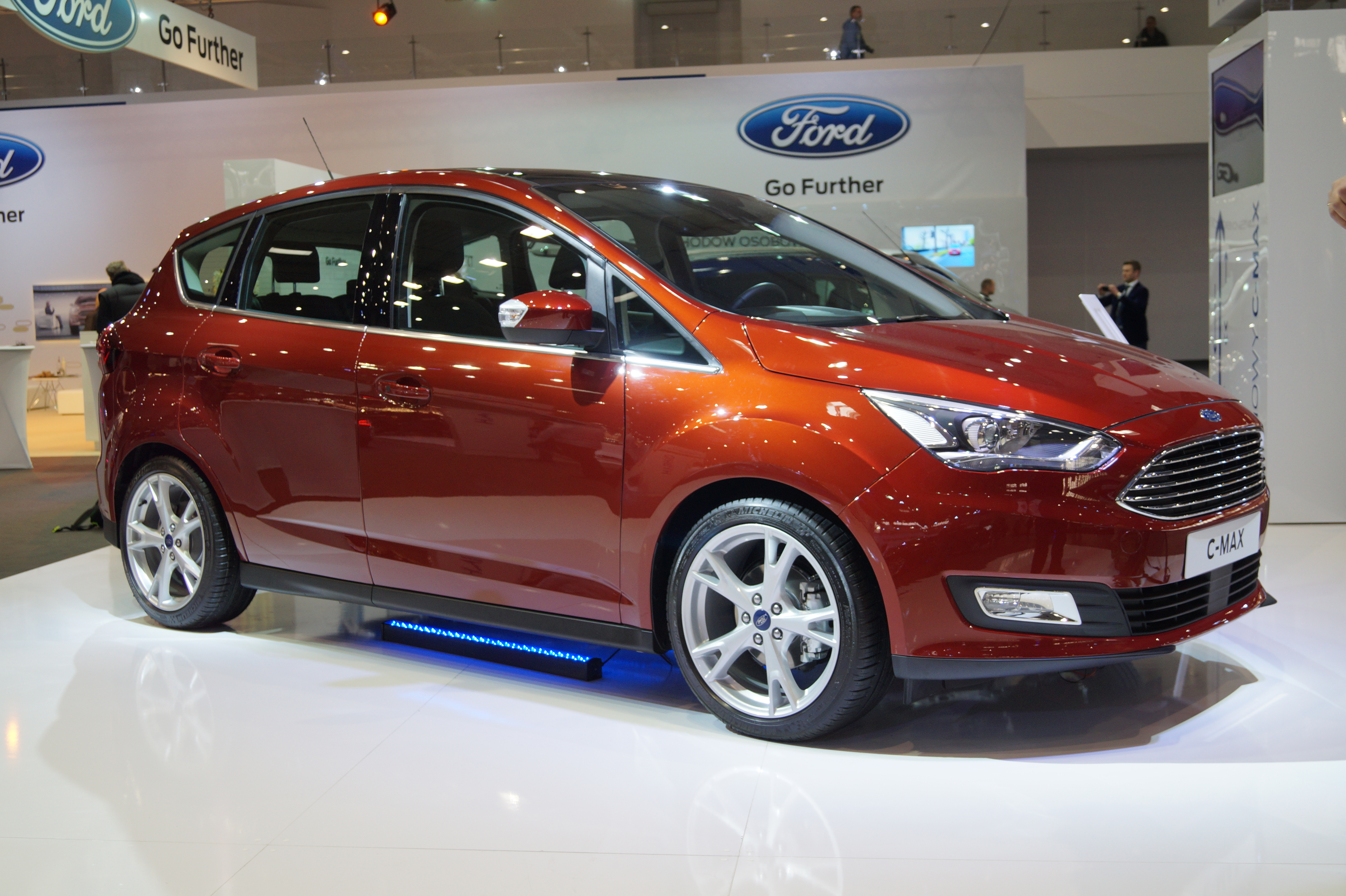
Ford C-MAX Restyling 2ª Serie (2015)

Nel 2015 è stato presentato al Salone di Ginevra un restyling, che introduce un frontale rinnovato in linea con il nuovo family feeling Ford e il sistema di infotainment Ford Sync 2 con schermo da 7" al centro del cruscotto. Adotta una nuova calandra frontale a forma di trapezio, i fari anteriori ridisegnati incorporano luci diurne a LED, presenta un maggiore isolamento acustico (finestrini laterali più spessi) e una revisione all'ergonomia dei comandi interni. Nella parte posteriore, l'aggiornamento è più discreto, che colpisce principalmente i fari. Vengono mantenute le due varianti C-MAX e C-MAX 7.
I motori sono tutti Euro 6. Di questo, i motori a benzina da 1.6 litri, che sono stati sostituiti da un nuovo motore turbo a iniezione diretta da 1,5 litri di cilindrata riducono il consumo di carburante fino al 20%. La scelta dei motori comprende cinque benzina e diesel, nonché una a GPL, con cui la C-MAX copre una gamma di potenza da 95 a 182 CV. Il 1.5 TDCi da 95 e 120 CV sostituisce la gamma del vecchio 1.6 TDCi.

### Motorizzazioni
| Modello                 | Disponibilità    | Motore      | Cilindrata (cm³) | Potenza         | Coppia max (Nm) | Emissioni CO2 (g/km) | 0–100 km/h (secondi) | Velocità max (km/h) | Consumo medio (km/l) |
| Versioni a benzina      |                  |             |                  |                 |                 |                      |                      |                     |                      |
| 1.0 Ecoboost 100        | dal 2012 al 2019 | Benzina     | 999              | 73 kW (100 CV)  | 184             | 118                  | 12"6                 | 176                 | 19,6                 |
| 1.0 Ecoboost 125        | dal 2012 al 2019 | Benzina     | 999              | 92 kW (125 CV)  | 200             | 122                  | 11"5                 | 184                 | 19,4                 |
| 1.6 Ecoboost            | dal 2010 al 2019 | Benzina     | 1596             | 110 kW (150 CV) | 240             | 154                  | 9"4                  | 204                 | 15,2                 |
| Versioni a gasolio      |                  |             |                  |                 |                 |                      |                      |                     |                      |
| 1.6 TDCi DPF 95         | dal 2010 al 2019 | Diesel      | 1560             | 70 kW (95 CV)   | 230             | 114                  | 13"3                 | 170                 | 22,7                 |
| 1.6 TDCi DPF 115        | dal 2010 al 2019 | Diesel      | 1560             | 85 kW (115 CV)  | 270             | 119                  | 11"3                 | 184                 | 21,7                 |
| 2.0 TDCi DPF Powershift | dal 2010 al 2019 | Diesel      | 1997             | 85 kW (115 CV)  | 300             | 149                  | 11"8                 | 185                 | 17,8                 |
| 2.0 TDCi DPF            | dal 2010 al 2019 | Diesel      | 1997             | 120 kW (163 CV) | 340             | 134                  | 8"6                  | 210                 | 19,6                 |
| Versioni bi-fuel        |                  |             |                  |                 |                 |                      |                      |                     |                      |
| 1.6 Duratec Benzina/GPL | dal 2010 al 2019 | Benzina/GPL | 1596             | 88 kW (120 CV)  |                 |                      |                      |                     |                      |